# Bidżan (Ajn al-Arab)
Bidżan (arab. بيجان) – wieś w Syrii, w muhafazie Aleppo, w dystrykcie Ajn al-Arab. W 2004 roku liczyła 180 mieszkańców.